# Flemingsburg
Flemingsburg – miasto w Stanach Zjednoczonych, w stanie Kentucky, siedziba administracyjna hrabstwa Fleming.